# Bruzzano Zeffirio
Bruzzano Zeffirio (Bruzzànu in calabrese) è un comune italiano di 1 017 abitanti della città metropolitana di Reggio Calabria in Calabria.

## Geografia fisica
Il centro abitato sorge a 82 metri s.l.m. e si sviluppa alla sinistra della fiumara Torno, conosciuta anche come fiumara di Bruzzano. Il territorio è bagnato dal mar Ionio nella frazione Marinella e nella parte più alta si trova alle pendici dell'Aspromonte. Il territorio è compreso nel Parco nazionale d'Aspromonte.

## Origini del nome
Il nome deriva dal promontorio Bruzio (Bruzzano) o dai Bruzi nonché dal vento gentile detto "Zefiro" che allieta il clima della zona e che portò i greci a sbarcare a capo Bruzzano. Il nome di Bruzzano , nell'antichità era Bursana,  questo riportano i cartografi arabi. Il Castello fu fondato dalle truppe dell'imperatore Niceforo Foca il vecchio presumibilmente nel nono secolo. Il nome armeno di Bruzzano era BUr sa nan , letteralmente in armeno medioevale tutto è profumato.

## Storia
Bruzzano ha origine antichissima. Secondo una tesi fu fondata da coloni greci. Quando, per il crescere della popolazione e della civiltà, il luogo divenne angusto da non poterli più contenere e sfamare, gli eredi dei coloni si divisero: una parte penetrò nell'interno e fondò Bruzzano, e una parte si spostò lungo il litorale e fondò prima Locri Zefiria da collocarsi nell'odierna contrada Palazzi in agro di Bianco e, successivamente, Locri Epizefirii.
Fu danneggiato dal grande sisma del 1783, da quello del 1905 e, infine, da quello del 1908. Dopo quest'ultimo sisma il paese, ormai ridotto in macerie, fu ricostruito a valle secondo un moderno schema a pianta ortogonale.

### Simboli
Lo stemma è stato riconosciuto con DCG dell'8 marzo 1934.
Il gonfalone è un drappo di bianco.

## Monumenti e luoghi d'interesse
Bruzzano si caratterizza per la presenza di moltissime acque sorgive come ad esempio le piccole terme di San Phantino e l'acqua Munda che, rinomata per le sue proprietà organolettiche, sgorga ai piedi della frazione Motticella.
Situato a quota 139 metri s.l.m., sulla sommità della "Rocca Armenia", in località Bruzzano Vecchia sorge il castello di Bruzzano Zeffirio o "castello d'Armenia". Il castello, ormai allo stato di rudere, fu edificato tra la fine del X e gli inizi dell'XI secolo e nel 925 divenne quartier generale dei Saraceni. In seguito fu feudo di Giovanni De Brayda dal 1270 al 1305, di proprietà del Marchese di Busca dal 1305 al 1328, dei Marchesi Ruffo dal 1328 al 1456, dei Marullo dal 1456 al 1550, dei Danotto dal 1550 al 1563, degli Aragona de Ajerbe dal 1563 al 1597, degli Stayti nel 1597 e dei Carafa di Roccella fino al 1806.
Fu danneggiato dal sisma del 1783 e ridotto a rudere dai sismi del 1905 e 1908. Numerosi rimaneggiamenti, aggiunte e stratificazioni sono stati effettuati nei periodi storici che si succedettero dal medioevo fino ai primi dell'Ottocento. Il castello di Bruzzano, presenta una tipologia architettonica tipica del territorio e dei periodi storici in cui le varie parti furono costruite. La Rocca Armenia si presenta come un monolite di arenaria locale compatta. Posta a quota 115 metri s.l.m., con una sommità piana, dove sono evidenti i ruderi, a 139 metri s.l.m. Tale rupe fortificata presenta quindi un dislivello di circa 25 metri rispetto ai ruderi dell'abitato di Bruzzano Vecchia ai piedi della stessa rupe.

Ruderi di Bruzzano Vecchia
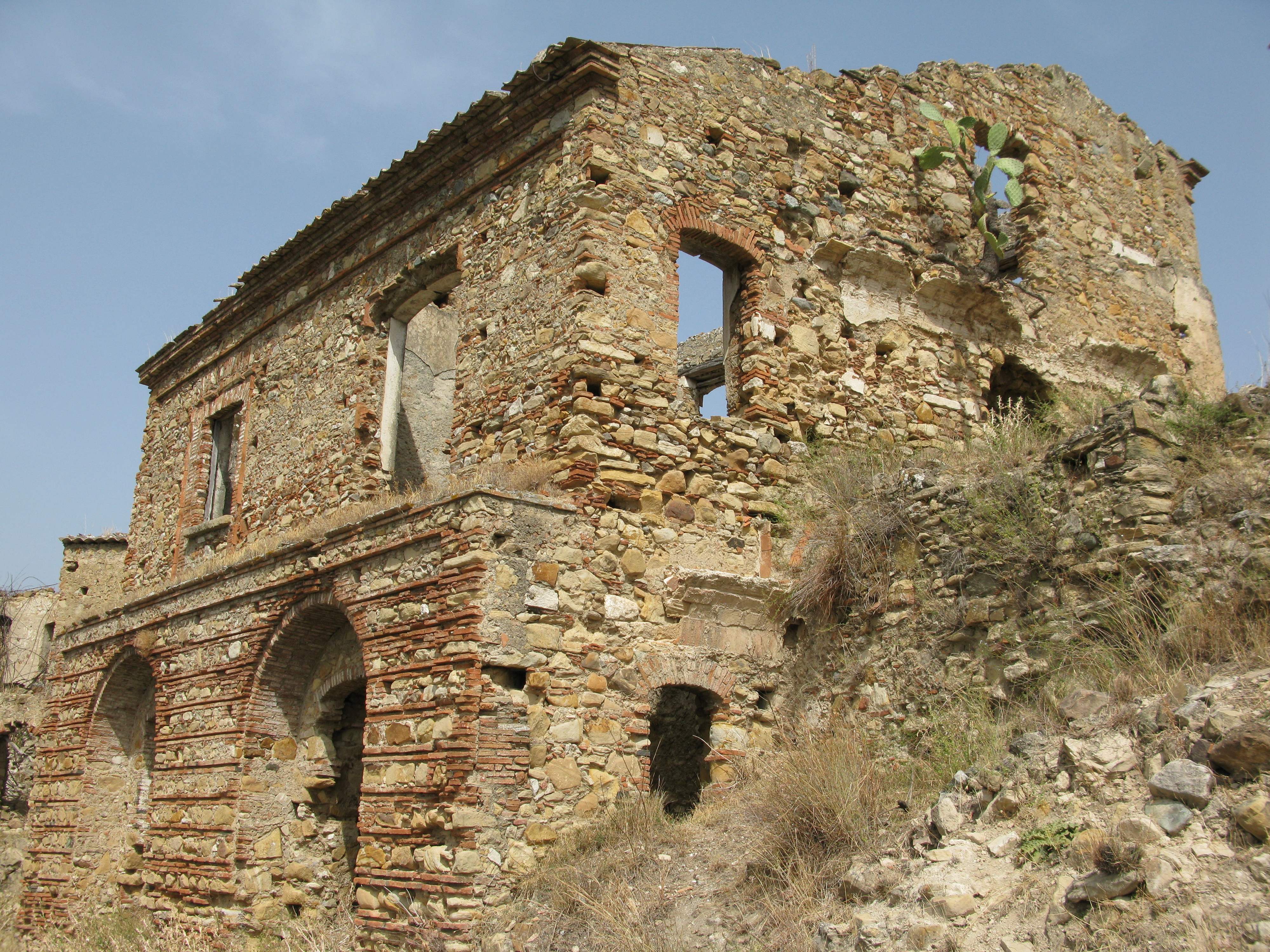
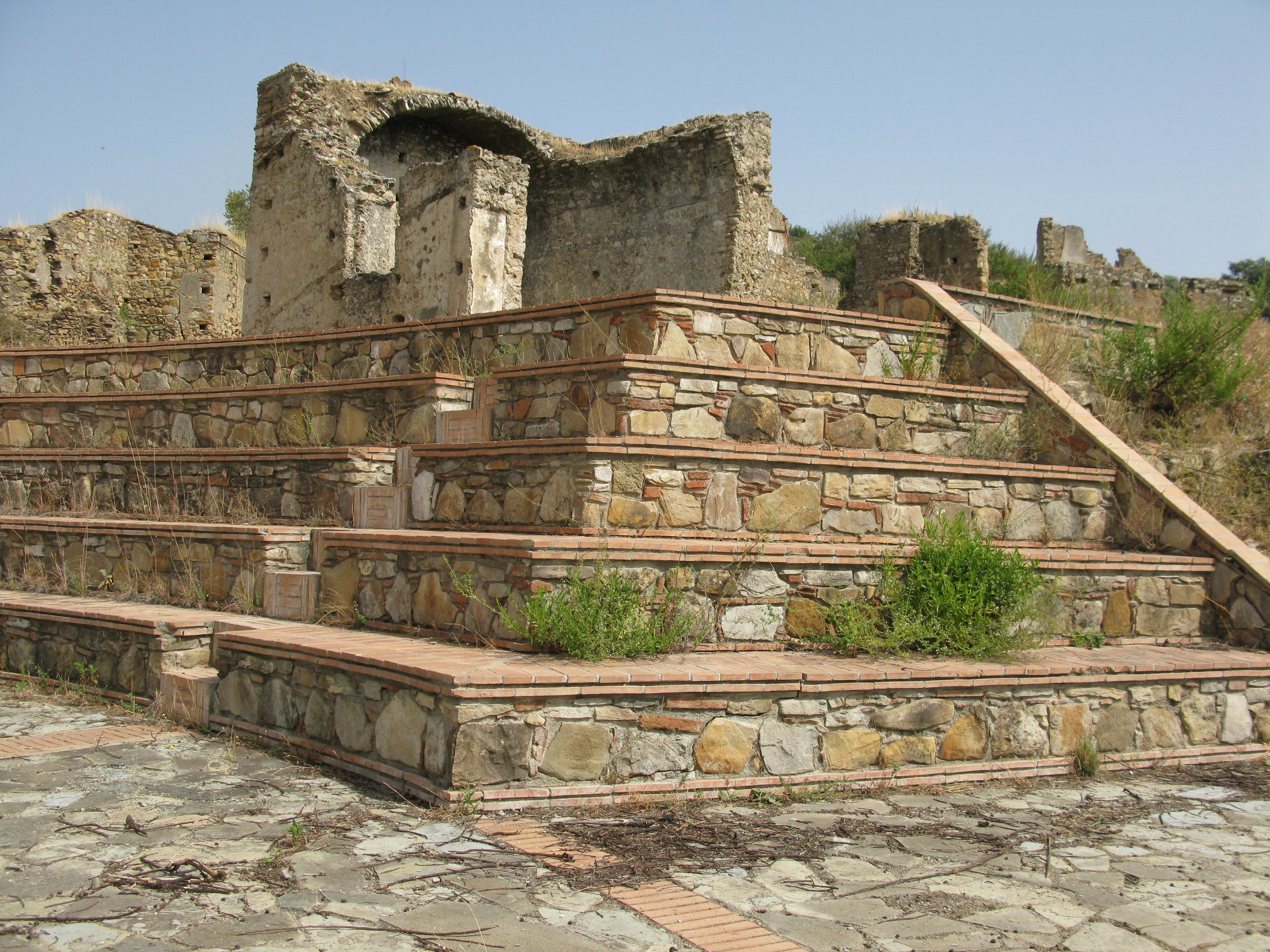
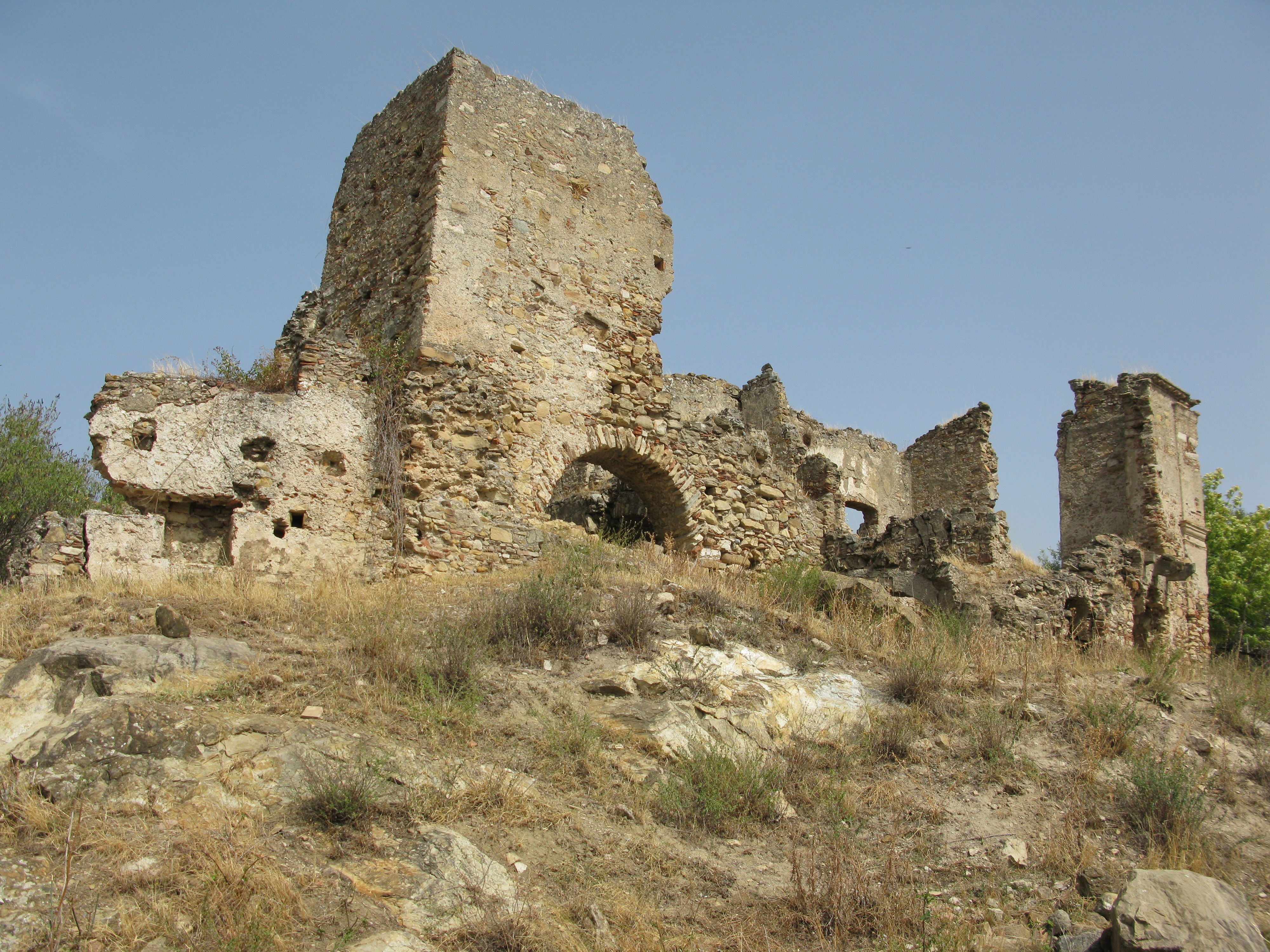
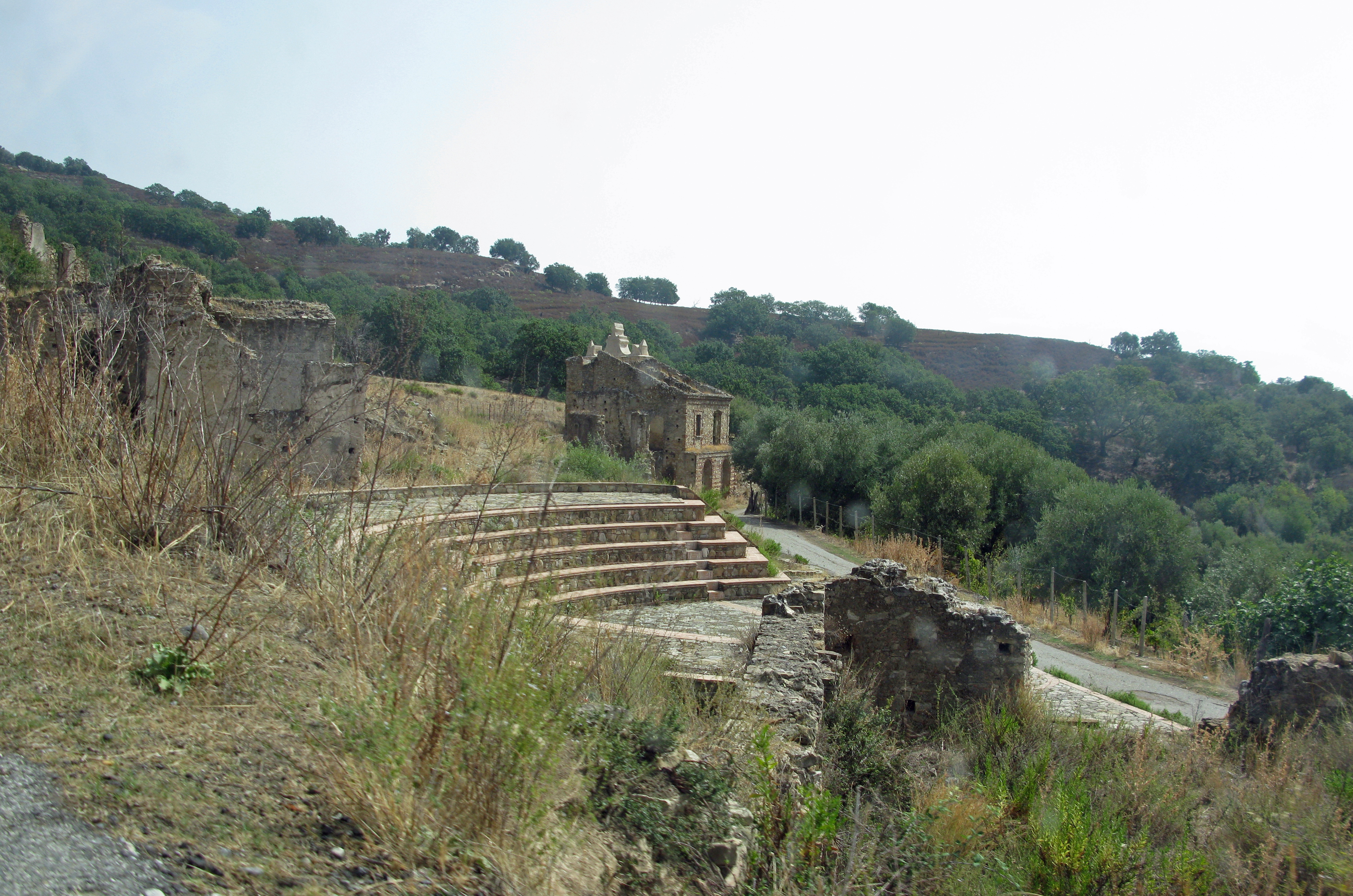

## Società

### Evoluzione demografica
Abitanti censiti

### Tradizioni e folclore

#### La Madonna della Catena
Si racconta che venne ritrovata all'interno di una cassa sulla spiaggia del Promontorio Capo Bruzzano dalla locale marineria e dai pescatori di Ferruzzano. La statua in alabastro, rappresentante la Madonna con in braccio il Bambino ed un moretto incatenato ai suoi piedi, venne caricata alla volta del paese su un carro trainato dai buoi, che, al confine tra Bruzzano e Ferruzzano, si fermarono e non vollero proseguire oltre: da questo si dedusse la volontà di Maria di costruire in quel luogo una chiesa in suo onore.

## Cultura

### Istruzione
A seguito del Piano di razionalizzazione della rete scolastica nel Comune sussistono le seguenti istituzioni scolastiche: istituto comprensivo "Brancaleone-Africo". 

## Infrastrutture e trasporti
Il comune è attraversato dalla Strada statale 106 Jonica.

## Amministrazione
| Periodo           | Periodo           | Primo cittadino           | Partito                         | Carica                    | Note          |
| ----------------- | ----------------- | ------------------------- | ------------------------------- | ------------------------- | ------------- |
| 6 luglio 1988     | 24 aprile 1990    | Domenico Spinella         | Partito Socialista Italiano     | Sindaco                   | [ 8 ]         |
| 24 aprile 1990    | 18 agosto 1990    | Domenico Mannino          |                                 | Commissario prefettizio   | [ 9 ]         |
| 3 settembre 1990  | 30 giugno 1992    | Domenico Cuzzola          | Partito Socialista Italiano     | Sindaco                   | [ 10 ]        |
| 30 giugno 1992    | 24 luglio 1992    | Stefania Caracciolo       |                                 | Commissario prefettizio   | [ 11 ]        |
| 24 luglio 1992    | 1 dicembre 1993   | Maria Stefania Caracciolo |                                 | Commissario straordinario | [ 12 ]        |
| 1 dicembre 1993   | 9 settembre 1997  | Rosa Marrapodi Lucianò    | Indipendente                    | Sindaco                   | [ 13 ] [ 14 ] |
| 9 settembre 1997  | 17 novembre 1997  | Felice Iracà              |                                 | Commissario straordinario | [ 15 ]        |
| 17 novembre 1997  | 28 maggio 2002    | Francesco Corsaro         | Lista civica di centro-sinistra | Sindaco                   | [ 16 ]        |
| 28 maggio 2002    | 8 settembre 2004  | Rosa Marrapodi Lucianò    | Lista civica di centro          | Sindaco                   | [ 14 ] [ 17 ] |
| 9 ottobre 2004    | 19 ottobre 2004   | Antonia Surace            |                                 | Commissario prefettizio   | [ 18 ]        |
| 19 ottobre 2004   | 5 aprile 2005     | Antonia Surace            |                                 | Commissario straordinario | [ 19 ]        |
| 5 aprile 2005     | 30 marzo 2010     | Francesco Cuzzola         | Lista civica                    | Sindaco                   | [ 21 ]        |
| 30 marzo 2010     | 1 giugno 2015     | Francesco Cuzzola         | Lista civica                    | Sindaco                   | [ 22 ]        |
| 1 giugno 2015     | 22 settembre 2020 | Francesco Cuzzola         | Lista civica                    | Sindaco                   | [ 23 ]        |
| 22 settembre 2020 | in carica         | Giuseppe Antonio Cuzzola  | Lista civica                    | Sindaco                   | [ 24 ]        |